# Campeonato Europeu de Andebol Masculino de 1998
O Campeonato Europeu de HandebolPB/AndebolPE Masculino de 1998 foi a 3ª edição do principal campeonato de handebol das seleções da Europa. O torneio realizou-se na Itália, nas cidades de  Meran e Bolzano. A Suécia ganhou o torneio, com Espanha segundo e Alemanha terceira.